# 源聖寺坂

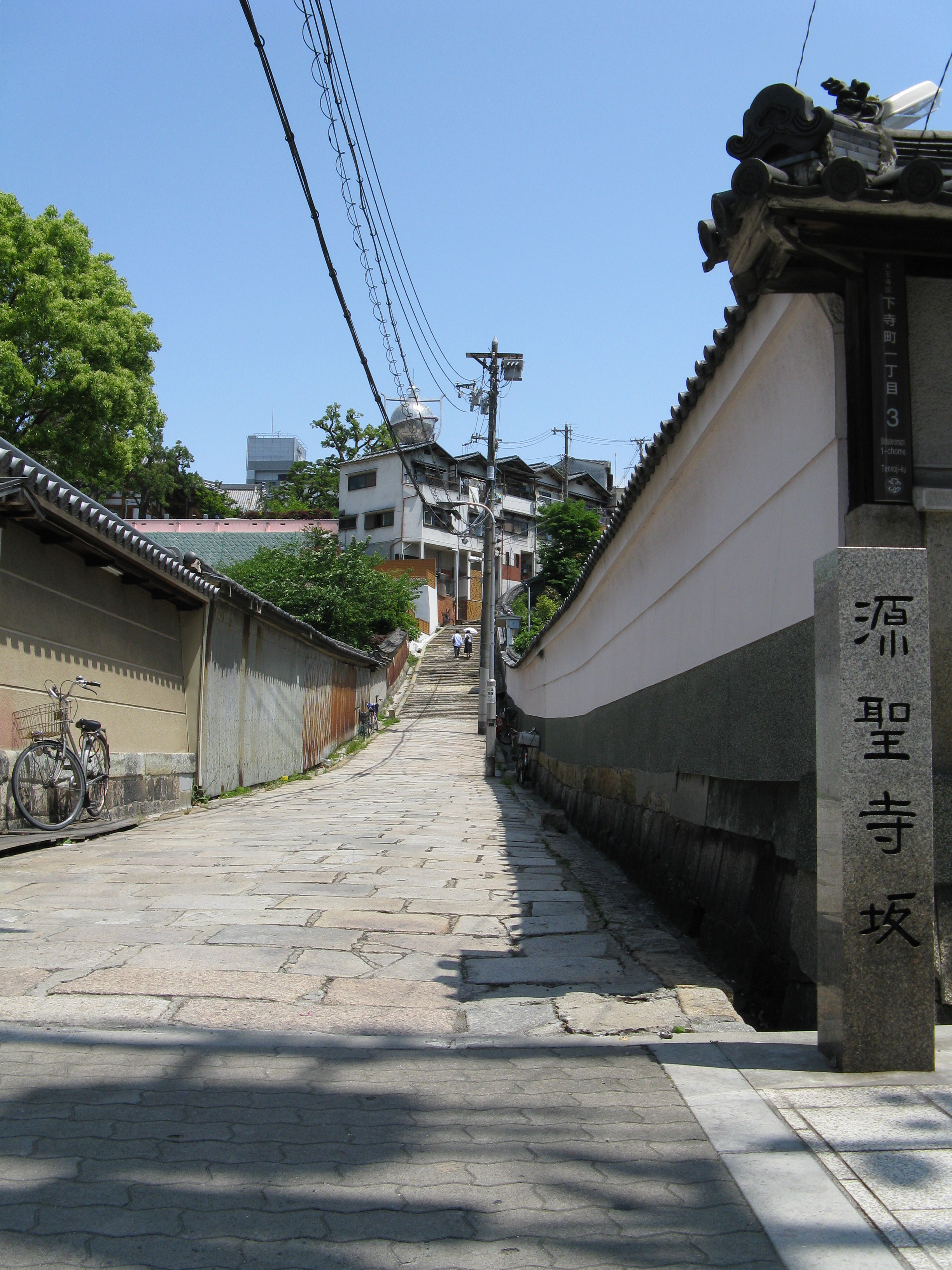
源聖寺坂の上り口から撮影

源聖寺坂（げんしょうじざか）は大阪府大阪市天王寺区にある坂。

## 概要
天王寺七坂と呼ばれる坂の一つで、名称は坂下にある寺院名に由来する。
松屋町筋に面する坂下の源聖寺と金台寺の間から東へ石畳を登り、上町台地の急崖に差し掛かると石段となり、少し東南東に向きを変える。再び石畳を登り、坂上の齢延寺と銀山寺の間で水平となる。道は坂上からも東へ伸び、中寺筋を横断して谷町筋・生玉南交差点の一つ南の辻へと至る。下寺町（25箇寺）・生玉寺町（14箇寺）を横断し、坂上から東は生玉中寺町（12箇寺）を横断するため、周辺には寺院が多い。
かつて石段を上りきった場所に昭和末期まで「源九郎稲荷」があった。コンニャク好きの狸が祀られ、天王寺区史に「こんにやくの八兵衛」という祠があったことが記されている。現在どこへ還座されたかは不明で、生國魂神社に還座されたと記した資料がある一方、同名の末社とは無関係との記述
 もある。